# Clinton Arzú
Clinton Guadalupe Arzú Suazo (Balfate, Colón, Honduras, 12 de diciembre de 1995) es un futbolista hondureño. Juega de mediocampista y su actual equipo es el Real Sociedad de la Liga Nacional de Honduras.

## Trayectoria
Comenzó su carrera en las reservas del Real España. Después pasó cedido a clubes de la Liga de Ascenso, entre los cuales figuran Villanueva y Lepaera. De igual forma, tuvo un breve paso con el Social Sol cuando ascendió a la Liga Nacional, pero no debutó. 
El 29 de julio de 2017 se dio su debut en la primera división con la Universidad Pedagógica, en la derrota de visitantes contra Olimpia por 0 a 1. Anotó su primer gol el 8 de noviembre de ese año, en el empate de 1 a 1 contra Vida. 
El 3 de enero de 2018 se confirmó su fichaje por Real España, a petición de Martín García.

## Clubes
| Club                   | País     | Año         |
| ---------------------- | -------- | ----------- |
| Villanueva             | Honduras | 2015        |
| Lepaera                | Honduras | 2016        |
| Social Sol             | Honduras | 2016        |
| Lepaera                | Honduras | 2016 - 2017 |
| Universidad Pedagógica | Honduras | 2017        |
| Real España            | Honduras | 2018        |
| Honduras Progreso      | Honduras | 2018 - 2019 |
| Universidad Pedagógica | Honduras | 2019 - 2020 |
| Real Sociedad          | Honduras | 2021 -      |